# 마누레와 AFC
마누레와 AFC(영어: Manurewa Association Football Club)는 뉴질랜드 오클랜드의 마누레와에 있는 아마추어 축구 클럽이다.

## 역사
마누레와 AFC는 트람웨이스( 1929년 채텀 컵 우승팀)와 기존에 마누네와라는 이름을 지녔던 클럽의 합병으로 설립되었다. 합병된 법인은 처음에 트람웨이스라는 이름을 사용했으며, 이 기간 동안 클럽은 1931년 채텀 컵에서 우승을 기록했다. 트람웨이스는 1959년에 현재 클럽에서 사용하는 이름인 마누레와라는 이름으로 바꾸었다.
클럽은 원래 '마누레와 월 메모리얼 파크'를 홈 구장으로 사용하고 있었고, 클럽은 마누레와 RC와 시설을 공유했다. 1983년에 클럽은 갤리허 파크로 이전했다.
마누레와는 1979년부터 1992년까지 뉴질랜드 내셔널 풋볼 리그에 참가했으며 1983년에는 우승을 기록했다.
2008년 마누레와는 브래드 암스트롱이 22골로 리그 최고 득점자를 기록하며 NRFL 디비전 1에서 우승했다. 또한 코치인 마크 암스트롱(Mark Armstrong)은 리그 올해의 코치상을 수상하는 영예를 안았다.

## 선수 명단

### 현역
- 몬티 패터슨(2022 ~ )